# Nannodiella acricula
Nannodiella acricula é uma espécie de gastrópode do gênero Nannodiella, pertencente a família Clathurellidae.